# Santi Gioacchino e Anna ai Monti
Santi Gioacchino e Anna ai Monti, tidigare benämnd San Gioacchino alla Suburra, är en kyrkobyggnad i Rom, helgad åt Jungfru Marias föräldrar Anna och Joakim. Kyrkan är belägen i Rione Monti och tillhör församlingen Santi Silvestro e Martino ai Monti.

## Historia
År 1731 inköpte minimernunnor, kallade Suore Paolotte eller Suore Oblate di San Francesco di Paola, ett hus på denna plats och byggde om det till ett kloster. Företaget att bygga tillbörliga klosterlokaler blev utdraget. Systrarna initierade projektet 1746, men sju år senare fick det avbrytas på grund av brist på medel. År 1770 återupptogs byggnadsarbetena och kyrka och kloster stod klara 1780. Arkitekt var Giovanni Francesco Fiori. Året därpå konsekrerades kyrkan av påve Pius VI.
Klostret och kyrkan exproprierades av den italienska staten år 1873. Klostret gjordes om till kontor för Carabinieri och kyrkan återöppnades senare som ett andligt och liturgiskt centrum för denna poliskår. Omkring år 2000 lämnade Carabinieri klosterbyggnaden och påve Johannes Paulus II tillät att kyrkan lånades ut åt Etiopisk-ortodoxa kyrkan.

## Exteriör och interiör
Fasaden i senbarock har fyra kolossalpilastrar med kompositakapitäl. Pilastrarna vilar på höga socklar och bär upp ett entablement med en tom fris. Kornischen förkroppar sig över pilastrarna. Fasaden kröns av ett triangulärt pediment, vilket hyser ett segmentbågeformat pediment. Portalen kröns av ett segmentbågeformat pediment med ett puttohuvud och festonger. Fasaden är tanfärgad med de arkitektoniska detaljerna i blekgrått.
Kyrkans grundplan har formen av ett grekiskt kors. Kupolen har en tondo smyckad med den Helige Andes duva och bevingade puttohuvuden i stuck. Kupolens pendentiv har de fyra evangelistsymbolerna.
Den anonyma högaltarmålningen framställer Jungfru Maria som flicka med sina föräldrar Joakim och Anna.
Interiören hyser en vigvattenskål med en inskription till minne av en av nunnorna i klostret, Maria Agnese del Verbo Incarnato, död 1810. Hennes uppenbarelser om Kristi allraheligaste blod inspirerade den helige Gaspare del Bufalo att grunda Det dyrbara Blodets missionärer.
Det ena sidokapellet är invigt åt den Korsfäste och det andra åt den Obefläckade Avlelsen.

## Liturgi
De heliga Joakims och Annas minnesdag firas liturgiskt den 26 juli.